# CODEN
CODEN согласно стандарту ASTM E250 — это шестизначный буквенно-цифровой библиографический код, который обеспечивает краткую, уникальную и однозначную идентификацию названий периодических и несерийных изданий из всех предметных областей.
CODEN стал особенно распространенным в научном сообществе в качестве системы цитирования периодических изданий в технических и химических публикациях, а также в качестве инструмента поиска во многих библиографических каталогах.

## История
CODEN, разработанный Чарльзом Бишопом, первоначально был способом систематизации публикаций в его справочном сборнике. Бишоп брал начальные буквы слов из названий периодических изданий, тем самым используя шифр, который помогал ему упорядочивать собранные издания. В 1953 году он опубликовал свою систему документации, первоначально разработанную как четырёхбуквенная кодовая система; были добавлены номера томов и страниц, чтобы точно цитировать и находить статью в журнале. Позже был опубликован вариант 1957 года.
После того, как Бишоп назначил около 4000 CODEN, четырёхбуквенная кодовая система была дополнительно модифицирована в 1961 году Л. Э. Куэнтцелем в Американском обществе по испытанию материалов (ASTM). Он добавил в CODEN пятый символ. В начале компьютерной эры CODEN рассматривался как машиночитаемая идентификационная система для периодических изданий. В нескольких изданиях, начиная с 1963 года, CODEN были зарегистрированы и опубликованы в «CODEN для периодических изданий ASTM». В конце 1974 года их насчитывалось около 128 000.
Хотя вскоре, в 1966 году, было признано, что пятизначного CODEN будет недостаточно для обеспечения всех будущих периодических изданий, он все ещё использовался. В 1976 году стандарт ASTM E250-76 определил шестизначный CODEN.
Начиная с 1975 года, система CODEN находилась в ведении Американского химического общества.
Сейчас первые четыре символа шестизначного кода периодического издания берутся из начальных букв слов его названия, за которыми следует пятая буква — одна из первых шести букв алфавита (А-Ф). Шестой и последний символ кода — это буквенно-цифровой контрольный символ, вычисляемый по предыдущим буквам. CODEN всегда использует заглавные буквы.
В отличие от периодического кода, первые два символа кода, присвоенного несерийному изданию (например, трудам конференции), являются цифрами. Третий и четвёртый символы — это буквы. Пятый и шестой символы соответствуют порядковому коду, но отличаются тем, что пятый символ берется из всех букв алфавита.
В 1975 году Международная служба CODEN, входящая в Химическую реферативную службу (CAS), стала отвечать за дальнейшее развитие CODEN. CODEN автоматически присваивается всем публикациям, упомянутым в CAS. По просьбе издателей Международная служба CODEN также назначает CODEN для публикаций, не связанных с химией. По этой причине CODEN также может быть найден в других базах данных и назначен также сериям или журналам, которые не упоминаются в CAS.

## Списки
Кодовое обозначение, присвоенное до 1966 года, можно посмотреть в двухтомнике «Код для периодических изданий» изданном Л. Э. Куэнтцелем. Кодовые обозначения, присвоенные до 1974 года, были опубликованы Дж.г. Блюменталем. CODEN присвоенные до 1998 года можно найти на сайте «Международный каталог кодов» (ISSN 0364-3670), который издается с 1980 года в виде выпуска микрофиш.
Найти текущий CODEN можно с помощью онлайн-базы данных CASSI (Chemical Abstracts Service Source Index), охватывающей все зарегистрированные названия, CODEN, ISSN, ISBN, аббревиатуры для публикаций, индексируемых CAS с 1907 года, включая серийные и несерийные научно-технические публикации.